# Billy Wilder
Billy Wilder, född Samuel Wilder den 22 juni 1906 i Sucha, Galizien, Österrike-Ungern (i nuvarande Polen), död 27 mars 2002 i Los Angeles, Kalifornien, var en österrikiskfödd amerikansk filmregissör, manusförfattare, filmproducent och journalist. Wilder verkade i mer än femtio år inom filmbranschen och skapade över sextio filmer. Han var en av de mest mångsidiga filmskapare under Hollywoods gyllene era. Med Ungkarlslyan (1960) blev Wilder den första personen som belönades med en Oscar som producent, regissör och manusförfattare, för samma film.
Wilder började sin karriär i Berlin som manusförfattare under det sena 1920-talet, men som många andra judar flydde han från nationalsocialismen till Amerika. Han anlände till Hollywood 1933 och uppnådde framgång då han 1939 var med och skrev manuset till den romantiska komedin Ninotchka, med Greta Garbo. Wilder etablerade sig som regissör med filmatiseringen Kvinna utan samvete (1944), en film noir. Han skrev dess manus tillsammans med kriminalförfattaren Raymond Chandler. Andra framgångsrika filmer är Förspillda dagar (1945), Sunset Boulevard (1950), Fångläger nr 17 (1953) och Sabrina (1954). Från 1950-talets mitt gjorde Wilder mestadels komedier, bland de klassiker han skapade under denna period finns farserna Flickan ovanpå (1955) och I hetaste laget (1959) samt satirer som Ungkarlslyan (1960).

## Biografi
Samuel (Billy) Wilders föräldrar hade ett hotell i Kraków där han tillbringade sina första år. Under första världskriget flyttade familjen 1916 till Wien. Efter att Wilder hade avslutat skolan började han som reporter för tidningen "Die Stunde". I samband med detta arbete träffade han jazzmusikern Paul Whiteman som föreslog att de tillsammans skulle åka till Berlin. I Berlin fick Wilder veta att "Die Stunde" var inblandat i flera mutbrott och han beslöt att stanna i staden.
Wilder blev anställd vid en annan tidning men skrev även som spökskrivare för kända manusförfattare som Robert Liebmann och Franz Scholz. Tillsammans med författaren Erich Kästner skrev Wilder 1931 manuset för Grabbar med ruter i; den första filmversionen av Kästners barnbok Emil och detektiverna.
Kort efter nazisternas maktövertagande flydde Wilder 1933 till Paris. I Frankrike förde han 1934 för första gången regi för filmen Mauvaise graine och samma år reste han vidare till USA. Här antog han namnet "Billy" och samtidig blev han anställd hos Paramount Pictures. Ett av hans första arbeten var manuset till filmen Ninotchka, som hans förebild Ernst Lubitsch regisserade.
De följande åren skapade Wilder flera filmklassiker som Sunset Boulevard (1950), Sabrina (1954), Åklagarens vittne (1957), I hetaste laget (1959) och Irma la Douce (1963). Flera kända skådespelare som Marlene Dietrich, Marilyn Monroe och Shirley MacLaine medverkade i Wilders filmer. Jack Lemmon spelade till och med i sju filmer av Billy Wilder.
Wilder var mellan 1936 och 1946 gift med Judith Coppicus. Deras gemensamma dotter, Victoria, föddes 1939. 1949 blev skådespelaren och sångaren Audrey Young hans hustru.

## Filmografi i urval

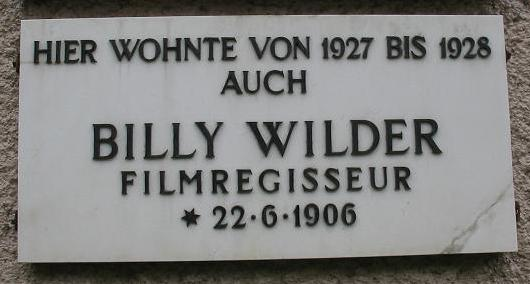
Minnesmärke över Billy Wilder i Berlin.

| År   | Svensk titel                          | Originaltitel                       | Krediterad som    | Krediterad som | Krediterad som |
| År   | Svensk titel                          | Originaltitel                       | Manus- författare | Regissör       | Producent      |
| ---- | ------------------------------------- | ----------------------------------- | ----------------- | -------------- | -------------- |
| 1930 |                                       | Menschen am Sonntag                 | Ja                |                |                |
| 1931 | Grabbar med ruter i                   | Emil und die Detektive              | Ja                |                |                |
| 1932 | En gyllene dröm                       | Ein blonder Traum                   | Ja                |                |                |
| 1938 | Blåskäggs åttonde hustru              | Bluebeard's Eighth Wife             | Ja                |                |                |
| 1939 | Midnatt                               | Midnight                            | Ja                |                |                |
| 1939 | Ninotchka                             | Ninotchka                           | Ja                |                |                |
| 1941 | Jag stannar över natten               | Ball of Fire                        | Ja                |                |                |
| 1941 | Natten är så kort...                  | Hold Back the Dawn                  | Ja                |                |                |
| 1941 | Kadettflamman                         | The Major and the Minor             | Ja                | Ja             |                |
| 1943 | Vägen till Cairo                      | Five Graves to Cairo                | Ja                | Ja             |                |
| 1944 | Kvinna utan samvete                   | Double Indemnity                    | Ja                | Ja             |                |
| 1945 | Förspillda dagar                      | The Lost Weekend                    | Ja                | Ja             |                |
| 1947 | Ängel på prov                         | The Bishop's Wife                   | Ja                |                |                |
| 1948 | Kejsarvalsen                          | The Emperor Waltz                   |                   | Ja             |                |
| 1948 | Det hände i Berlin                    | A Foreign Affair                    | Ja                | Ja             |                |
| 1950 | Sunset Boulevard                      | Sunset Boulevard                    | Ja                | Ja             |                |
| 1951 | Sensationen för dagen                 | Ace in the Hole                     |                   | Ja             |                |
| 1953 | Fångläger nr 17                       | Stalag 17                           | Ja                | Ja             | Ja             |
| 1954 | Sabrina                               | Sabrina                             | Ja                | Ja             | Ja             |
| 1955 | Flickan ovanpå                        | The Seven Year Itch                 | Ja                | Ja             | Ja             |
| 1957 | Spirit of St. Louis                   | The Spirit of St. Louis             | Ja                | Ja             |                |
| 1957 | Ariane                                | Love in the Afternoon               |                   | Ja             |                |
| 1957 | Åklagarens vittne                     | Witness for the Prosecution         |                   | Ja             |                |
| 1959 | I hetaste laget                       | Some Like It Hot                    | Ja                | Ja             | Ja             |
| 1960 | Ungkarlslyan                          | The Apartment                       | Ja                | Ja             | Ja             |
| 1961 | Ett, två, tre                         | One, Two, Three                     | Ja                | Ja             | Ja             |
| 1963 | Irma la Douce                         | Irma la Douce                       | Ja                | Ja             | Ja             |
| 1964 | Kyss mej dumbom                       | Kiss Me, Stupid                     | Ja                | Ja             | Ja             |
| 1966 | Storsvindlarna                        | The Fortune Cookie                  |                   | Ja             |                |
| 1970 | "Sherlock Holmes" – privatögat privat | The Private Life of Sherlock Holmes | Ja                | Ja             | Ja             |
| 1972 | Avanti!                               | Avanti!                             | Ja                | Ja             | Ja             |
| 1974 | Stoppa pressarna!                     | The Front Page                      | Ja                | Ja             | Ja             |
| 1977 | Fedora                                | Fedora                              | Ja                | Ja             |                |
| 1981 | Kompis kompis                         | Buddy Buddy                         | Ja                | Ja             | Ja             |

## Utmärkelser
Academy Awards (Oscarsgalan)
- 1946 Oscar för bästa regi, för Förspillda dagar
- 1946 Oscar för bästa manus efter förlaga, för Förspillda dagar
- 1951 Oscar för bästa originalmanus, för Sunset Boulevard
- 1960 Oscar för bästa film, för Ungkarlslyan
- 1960 Oscar för bästa regi, för Ungkarlslyan
- 1960 Oscar för bästa originalmanus, för Ungkarlslyan

Golden Globe Award
- 1946 Golden Globe Award för bästa regi, för Förspillda dagar
- 1951 Golden Globe Award för bästa regi, för Sunset Boulevard
- 1960 Globe Award för bästa film – komedi, för I hetaste laget
- 1961 Globe Award för bästa film – komedi, för Ungkarlslyan